# L'impresario in angustie
L'impresario in angustie è una farsa per musica composta da Domenico Cimarosa nel 1786 su libretto di Giuseppe Maria Diodati.
Fu messa in scena per la prima volta nell'autunno del 1786 al Teatro Nuovo di Napoli insieme ad un'altra breve opera del compositore partenopeo, Il credulo, che già aveva rappresentato nello stesso teatro poco tempo prima. Fu successivamente data in altre città italiane e nel 1790 con il titolo L'impresario rovinato venne messa in scena a Barcellona.
L'opera è una satira teatrale è fa parte di quel filone di parodie dell'ambiente teatrale composte dopo la pubblicazione nel 1720 de Il teatro alla moda di Benedetto Marcello, con il quale attraverso opportune satire egli criticava gli eccessi dell'opera dell'epoca.
Il lavoro cimarosiano ebbe, per molti anni, un successo clamoroso e venne rappresentata in moltissimi teatri europei e spesso tradotta. Anche la musica subì, quasi per ogni rappresentazione, modifiche sostanziali con aggiunte di brani tratti da opere di altri autori, oppure composti, sempre da altri compositori, espressamente per l'adattamento. La drammaturgia subì spesso radicali rifacimenti, trasformando l'opera di volta in volta, e mutandone la struttura in due atti e in tre atti. Particolarmente documentate rimangono i rimaneggiamenti per le rappresentazioni parigine (a partire dal 1787) e viennesi (a partire dal 1793), che aggiungono alla struttura musicale originale molti nuovi pezzi (Aria per Gelindo, Aria per Strabinio, aria per Doralba ecc.) modificandone anche radicalmente il Finale originale.
Il poeta e scrittore tedesco Johann Wolfgang von Goethe assistette a una rappresentazione di questa operina a Roma nel 1787, durante il suo famoso viaggio in Italia: il lavoro gli piacque molto e lo definì un'opera che sempre rallegra. Quattro anni questa farsa verrà messa in scena a Weimar in versione revisionata e tradotta in tedesco dallo stesso Goethe con il titolo Die theatralischen Abenteuer.
L'opera, dimenticata per tutto il XIX secolo, tornò in auge a partire dagli Anni '30 del Novecento e venne rappresentata al Teatro Regio di Torino e al Teatro alla Scala di Milano. Edizioni moderne di questa partitura sono state approntate nel 1993 da Nick Rossi e Talmage Fauntleroy e, nel 2006, da Simone Perugini per conto dell'Accademia Lirica Toscana "D. Cimarosa".

## Interpreti della prima rappresentazione[1]
- Marianna Santoro Limperani, Fiordispina
- Caterina Fiorentini, Merlina
- Orsola Mattei, Doralba
- Gennaro Luzio, Don Perizonio
- Serafino Blasio, Don Crisobolo
- Luigi Bruschi, Gelindo Scagliozzi
- Alessandro Fontana, Strabinio

## Trama

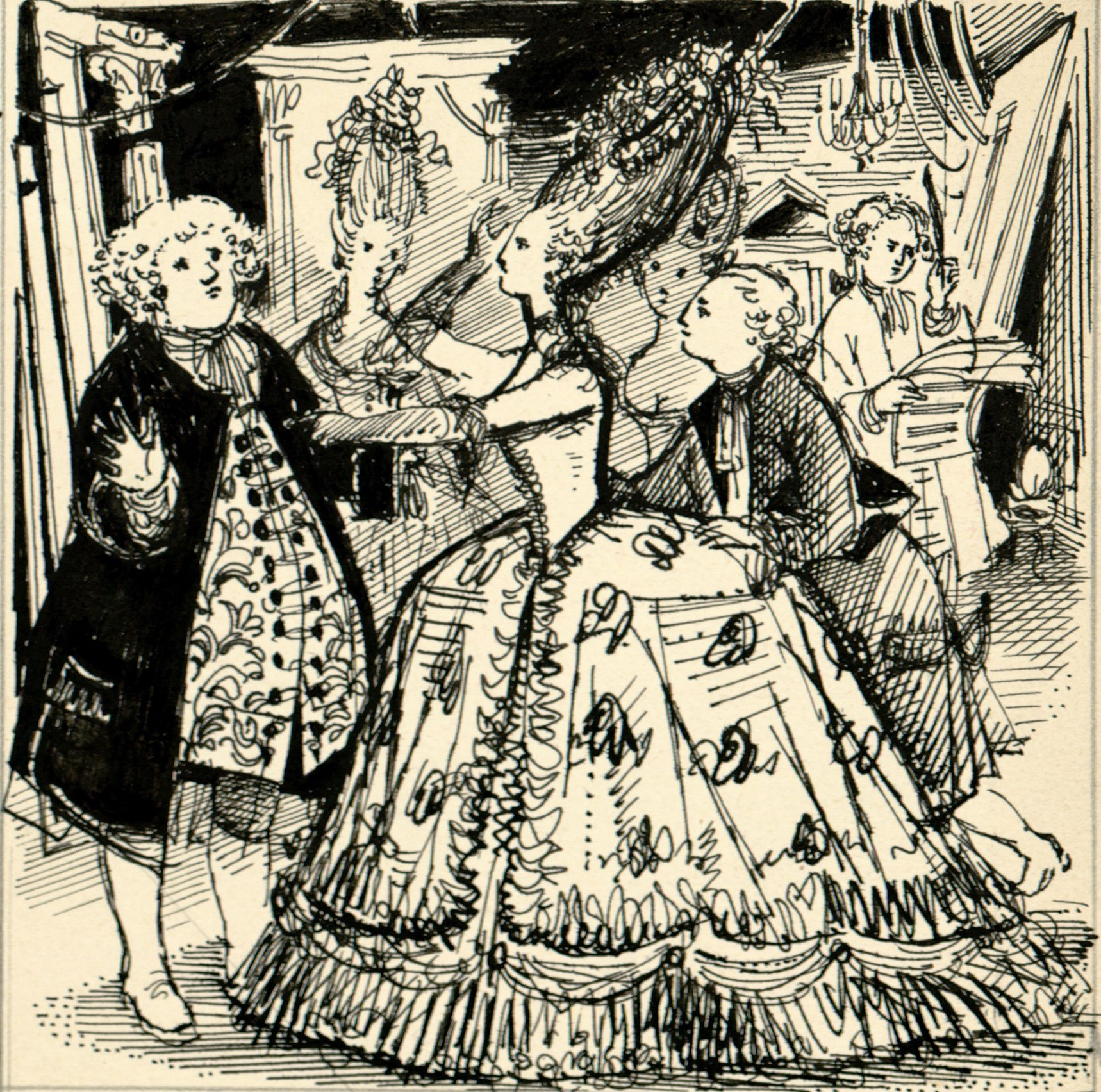

L'impresario di un teatro (Don Cristobolo) è in balia delle pretese delle sue prime donne (Dorina e Merlina), le quali straziano anche il poeta (Don Perizonio) e il musicista (Gelindo), intento a comporre una nuova opera che dovrà andare in scena; costui, che sta scopiazzando musica da altri compositori, protesta per il chiasso prodotto dalla diatriba in corso. Ad infastidire il compositore ci si mette anche il poeta, autore del libretto dell'opera in fase di componimento che titola Le interne convulsioni di Pirro contro gli affetti isterici di Andromaca, e che parla facendo uso di citazioni classiche divertenti. La scena s'incentra tra Don Perizionio e Merlina, la quale esige da costui una bella parte, ma alle sue richieste il poeta risponde solamente con battute spiritose.
Nel secondo quadro, dopo il quintetto, entrano due nuovi personaggi, Fiordispina e il suo protettore Strabinio, il quale però ha un ruolo secondario. Fiordispina entra anch'essa in conflitto con le altre due cantanti, sempre a reclamare le parti migliori, fastosi vestiti di scena e ricchi compensi. Tutte queste rivalità si concludono a causa dell'improvvisa bancarotta dell'impresario.

## Struttura dell'opera
Versione originale composta nel 1786 e rappresentata nello stesso anno presso il Teatro Nuovo di Napoli.
- N. 1 - Introduzione: Ve' che matta maledetta (Crisobolo, Merlina, Gelindo, Doralba)
- N. 2 - Recitativo: Ma care mie, potreste senza chiasso (Crisobolo, Merlina, Doralba, Gelindo)
- N. 3 - Duetto: Senti, senti l'augellino (Fiordispina, Perizonio)
- N. 4 - Recitativo: Cara, già ho rrevotato (Perizonio, Fiordispina, Crisobolo)
- N. 5 - Aria: Vado, e giro nei Palchetti (Crisobolo)
- N. 6 - Recitativo: L'amico potta d'oje ngarzapella! (Perizonio, Doralba, Merlina, Gelindo)
- N. 7 - Aria: Il meglio mio carattere (Merlina)
- N. 8 - Recitativo: Vi prego sor poeta (Gelindo, Perizonio, Crisobolo, Fiordispina, Merlina)
- N. 9 - Quintetto: Anima fella e cotta (Perizonio, Fiordispina, Crisobolo, Merlina, Gelindo)
- N. 10 - Recitativo: Ora vedrò, Strabinio (Doralba, Strabinio, Fiordispina, Perizonio, Crisobolo)
- N. 11 - Aria: Io son placida e serena (Fiordispina)
- N. 12 - Recitativo: Questo nemmeno scherza (Crisobolo, Perizonio)
- N. 13 - Aria: Lo 'mpresario, gioia mia (Perizonio)
- N. 14 - Recitativo: Orsù, per me le cose (Crisobolo, Doralba, Strabinio, Merlina, Gelindo, Perizonio, Fiordispina)
- N. 15 - Finale: Son donzella sì innocente (Fiordispina, Perizonio)

Versione Viennese (1793) con brani aggiunti e composti da altri musicisti senza, probabilmente, l'avallo di Cimarosa
- Sinfonia (Elaborazione del solo primo tempo della Sinfonia dell'opera Il Convito)
- N°1 Introduzione "Vè che matta maledetta" (Cimarosa)
- Recitativo dopo l'Introduzione
- N°2 Aria di Gelindo "Io ti lascio, o mia diletta" (prob. composta da Luigi Caruso)
- N°3 Duetto Fiordispina-Perizonio "Senti, senti l'augellino" (Cimarosa)
- Recitativo dopo il Duetto
- N°4 Aria Crisobolo "Vado, e giro nei palchetti" (Cimarosa)
- Recitativo dopo l'Aria Crisobolo
- N°5 Aria Merlina "Il meglio mio carattere" (Cimarosa)
- Recitativo dopo N°5
- N°6 Aria a due Strabinio (Gianleo), Doralba "Non sarai più virtuosa" (Autore sconosciuto)
- Recitativo dopo N°6
- N°7 Quintetto "Anima tagliata, e cotta" (Cimarosa, ma con adattamenti nel libretto)
- Recitativo dopo il N°7
- N°8 Aria Doralba "Sento che in seno" (probabilmente composta da Tommaso Giordani o da Felice Giardini)
- Recitativo dopo il N°8
- N°9 Recitativo accompagnato "Ecco tuona, lampeggia...!!" e Aria Fiordispina "Son Regina, e sono amante" (Tratta dal dramma giocoso “Con i matti il savio la perde, ovvero Le pazzie a vicenda” di Valentino Fioravanti, libretto di Autore sconosciuto, rappresentato per la prima volta nella stagione di primavera 1791 al Teatro alla Pergola di Firenze.
- Recitativo dopo N°9
- N°10 Aria Perizonio "L'impresario, gioia mia" (Cimarosa)
- Recitativo dopo N° 10
- N°11 Finale "Non temete, non è niente" (Compositore ignoto, ma, verosimilmente, lo stesso del N°6. Non si può escludere però che il pezzo possa essere stato composto da Cimarosa stesso, viste le vicinanze stilistiche).

## Organico
- 2 oboi, fagotto, 2 corni e archi
- Per i recitativi: violoncello, contrabbasso e clavicembalo

## Discografia
- Domenico Cimarosa - L'impresario in angustie - Fabio Maestri, Associazione Sinfonica Umbra, Orchestra In Canto (novembre 1997)
- Domenico Cimarosa -. L'impresario in angustie - Aldo Salvagno, Orchestra Bruno Maderna di Forlì (Brilliant Classics ottobre 2018) Carlo Torriani (don Grisobolo) - Marco Filippo Rimano (don Perizonio) - Paola Cigna (Fiordispina) - Lavinia Bini (Merlina) - Alejandro Escobar (Gelindo) - Camilla Antonini (Doralba) - Luca Gallo (Strabinio) - Studio Recording

- Domenico Cimarosa - L'impresario in angustie - Fabio Maestri, Associazione Sinfonica Umbra, Orchestra In Canto (novembre 1997)
- Domenico Cimarosa -. L'impresario in angustie - Aldo Salvagno, Orchestra Bruno Maderna di Forlì (BRILLIANT CLASSICS ottobre 2018)                         Carlo TORRIANI (don Grisobolo) - Marco Filippo ROMANO (don Perizonio) - Paola CIGNA (Fiordispina) - Lavinia BINI (Merlina) -                                Alejandro ESCOBAR (Gelindo) - Camilla ANTONINI (Doralba) - Luca GALLO (Strabinio) - STUDIO RECORDING